# 库尔蒂耶济
库尔蒂耶济（法語：Courthiézy，法語發音：[kuʁtjezi]）是法国马恩省的一个市镇，位于该省西部，和埃纳省接壤，属于埃佩尔奈区。

## 地理
库尔蒂耶济（49°3'9"N, 3°35'51"E）面积5.89 平方千米，位于法国大東部大區马恩省，该省份为法国东北部内陆省份，北起阿登省，西北接埃纳省，西南接塞纳-马恩省，南至奥布省，东南接上马恩省，东临默兹省。
与库尔蒂耶济接壤的市镇（或旧市镇、城区）包括：马恩河畔帕西、勒伊-索维尼、马恩河畔特雷卢、多尔芒、香槟谷村。

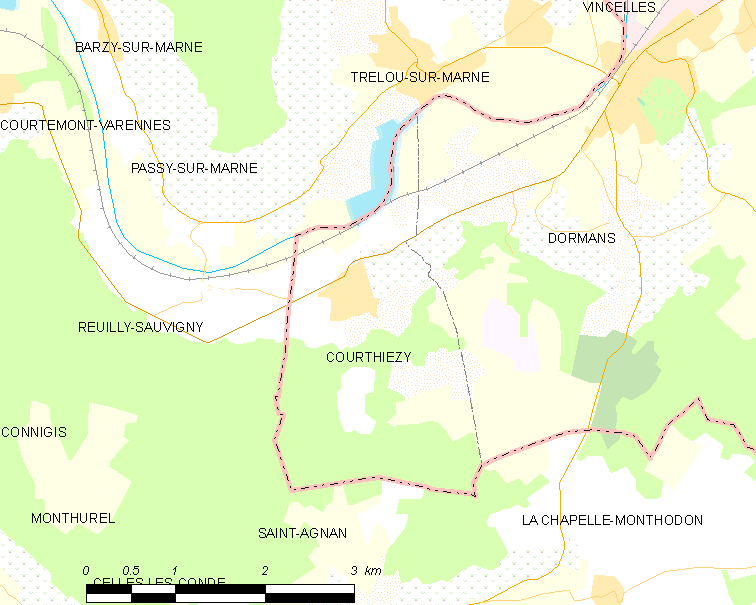
库尔蒂耶济的OSM定位图

库尔蒂耶济的时区为UTC+01:00、UTC+02:00（夏令时）。

## 行政
库尔蒂耶济的邮政编码为51700，INSEE市镇编码为51192。

## 政治
库尔蒂耶济所属的省级选区为多尔芒-香槟景县。

## 人口

1962-2008年间库尔蒂耶济人口变化图示

库尔蒂耶济于2022年1月1日时的人口数量为344人。